# Mariana Portella
Mariana Portella (Rio de Janeiro, ?) era uma escritora brasileira, filha do também escritor Eduardo Portella. 

## Biografia
Estudou na École Alsacienne, em Paris, cidade onde morou durante boa parte da infância e da adolescência por conta do trabalho que o pai exerceu à frente da UNESCO. 
Subsequentemente, obteve o Baccalauréat ES (com ênfase em ciências sociais, econômicas e matemáticas).
Graduou-se em Economia na UERJ. Fez mestrado e doutorado em Comunicação e Cultura na UFRJ. Publicou diversos trabalhos acadêmicos e trabalhou como consultora do BID no IBGE. 
Apaixonada por cinema, escreveu para a revista americana MovieMaker e prestou consultoria em programação de filmes no Festival Danger After Dark e em aquisição de filmes na Artsploitation Films. 
Ganhou em 2013 o Prêmio Maximiano Campos na categoria Microconto. 
Publicou em 2014 seu primeiro romance, O Outro Lado da Sombra pela Editora Rocco. O prefácio foi escrito pela consagrada escritora Nélida Piñon. 
O Outro Lado da Sombra foi escolhido um dos melhores livros de 2014 pelo Amálgama. 
Em 2015, recebeu o prêmio Dinah Silveira de Queiroz da União Brasileira dos Escritores pelo seu livro de estreia. Foi uma das finalistas do Prêmio São Paulo de Literatura. 
O Outro Lado da Sombra continua repercutindo. O Professor Emérito da Universidade de Brasília Vamireh Chacon escreveu um belo artigo para o tradicional Diário de Pernambuco. A Doutora em letras e Professora do Departamento de Letras Clássicas e Vernáculas do Instituto de Letras da UFF Lucia Helena incluiu a obra de Mariana Portella em um ensaio para a Revista de Estudos de Literatura Brasileira Contemporânea intitulado "A queda das ações no mercado dos afetos: medo, amor e solidão em Ana Luísa Escorel, Mariana Portella e Elvira Vigna". 
Em 07 de novembro de 2016, ganhou a única menção honrosa na categoria romance do Prêmio Cidade de Belo Horizonte.

## Obras
- 2014 - O outro lado da sombra (Rocco)